# Ensemble (大貫妙子のアルバム)
『ensemble』（アンサンブル）は、2000年6月21日に発売された大貫妙子の通算19作目のスタジオ・アルバム。発売元はEASTWORLD / 東芝EMI。

## 概要
レコーディングはパリ、マドリッド、東京で行われた。編曲には坂本龍一をはじめ、前作『ATTRACTION』に引き続きフランスの音楽グループ・リリキューブ、ミシェル・ルグランの弟子であるピエール・アデノ、当時デビューして間もなかった小松亮太らが参加している。
重厚なオーケストラ・サウンドに彩られた1枚であり、坂本の安定感のある編曲に加え、当時フランス映画界で存在感を現わし始めていたピエール・アデノによる躍動感溢れるアレンジも効果的で、これまでの活動を集大成したような構成となっている。
この頃既に海外でのレコーディングが定番のように行われていたが、大貫自身は海外にこだわっているわけではなく、日本に適当な人物がいないため海外に行くだけであると言い、「私にとっては国よりも″誰とやりたいか″が大事なんです」と語っている。
2016年3月にはリマスター盤SHM-CDの発売と配信が開始され、2020年12月にはLPレコードが限定盤として発売された。

## 収録曲

### CD
| 全作詞・作曲: 大貫妙子。 |                                                      |           |            |                                                              |      |
| #                        | タイトル                                             | 作詞      | 作曲・編曲 | 編曲                                                         | 時間 |
| 1.                       | 「風花」                                             | 大貫妙子  | 大貫妙子   | 坂本龍一                                                     | 4:12 |
| 2.                       | 「Comment oublier 〜忘却」                           | 大貫妙子  | 大貫妙子   | LILICUB                                                      | 3:58 |
| 3.                       | 「L'ecume des jours 〜うたかたの日々」               | 大貫妙子  | 大貫妙子   | Pierre Adenot                                                | 3:02 |
| 4.                       | 「太陽の人」                                         | 大貫妙子  | 大貫妙子   | Paco Cortes, Miguel Angel Cortes                             | 2:40 |
| 5.                       | 「RENDEZ-VOUS」                                      | 大貫妙子  | 大貫妙子   | Pierre Adenot                                                | 3:29 |
| 6.                       | 「エトランゼ 〜etranger」                            | 大貫妙子  | 大貫妙子   | 小松亮太                                                     | 3:19 |
| 7.                       | 「花を待ちながら 〜en espera de una flor」           | 大貫妙子  | 大貫妙子   | Paco Cortes, Miguel Angel Cortes Choir Arrangement: 大貫妙子 | 3:50 |
| 8.                       | 「愛を忘れないように 〜Pour ne pas oublier l'amour」 | 大貫妙子  | 大貫妙子   | LILICUB                                                      | 3:49 |
| 9.                       | 「Espoir」                                           | 大貫妙子  | 大貫妙子   | 坂本龍一                                                     | 3:59 |
| 10.                      | 「アカンサスの庭」                                   | 大貫妙子  | 大貫妙子   | 長生淳                                                       | 1:52 |
| 合計時間:                | 合計時間:                                            | 合計時間: | 34:14      |                                                              |      |

### LPレコード
| 全作詞・作曲: 大貫妙子。 |                                        |          |            |                                  |      |
| #                        | タイトル                               | 作詞     | 作曲・編曲 | 編曲                             | 時間 |
| 1.                       | 「風花」                               | 大貫妙子 | 大貫妙子   | 坂本龍一                         | 4:12 |
| 2.                       | 「Comment oublier 〜忘却」             | 大貫妙子 | 大貫妙子   | LILICUB                          | 3:58 |
| 3.                       | 「L'ecume des jours 〜うたかたの日々」 | 大貫妙子 | 大貫妙子   | Pierre Adenot                    | 3:02 |
| 4.                       | 「太陽の人」                           | 大貫妙子 | 大貫妙子   | Paco Cortes, Miguel Angel Cortes | 2:40 |
| 5.                       | 「RENDEZ-VOUS」                        | 大貫妙子 | 大貫妙子   | Pierre Adenot                    | 3:29 |

| 全作詞・作曲: 大貫妙子。 |                                                      |          |            |                                                              |      |
| #                        | タイトル                                             | 作詞     | 作曲・編曲 | 編曲                                                         | 時間 |
| 1.                       | 「エトランゼ 〜etranger」                            | 大貫妙子 | 大貫妙子   | 小松亮太                                                     | 3:19 |
| 2.                       | 「花を待ちながら 〜en espera de una flor」           | 大貫妙子 | 大貫妙子   | Paco Cortes, Miguel Angel Cortes Choir Arrangement: 大貫妙子 | 3:50 |
| 3.                       | 「愛を忘れないように 〜Pour ne pas oublier l'amour」 | 大貫妙子 | 大貫妙子   | LILICUB                                                      | 3:49 |
| 4.                       | 「Espoir」                                           | 大貫妙子 | 大貫妙子   | 坂本龍一                                                     | 3:59 |
| 5.                       | 「アカンサスの庭」                                   | 大貫妙子 | 大貫妙子   | 長生淳                                                       | 1:52 |

## 参加ミュージシャン
| 風花 - Orchestrated & Conducted by 坂本龍一 - Violin: 篠崎史紀、岩崎裕子 - Viola: 古川原裕仁 - Cello: 菊地知也 - Harp: 篠原英子 - Piano & Keyboards: 坂本龍一 Comment oublier 〜忘却 - Programming, Guitars & Keyboards: LILICUB - Bass: バカボン鈴木 - Drums: Medic Borgnem L'ecume des jours 〜うたかたの日々 - Orchestrated & Conducted by Pierre Adenot - Orchestra: Les Archets de Paris - First Violin: Christophe Guiot - Synthesizer & Loops Programming: Eric Chevalier 太陽の人 - Guitars: Paco Cortes, Miguel Angel Cortes - Bass: Carles Benavent - Percussion: Tino di Geraldo RENDEZ-VOUS - Orchestrated & Conducted by Pierre Adenot - Orchestra: Les Archets de Paris - First Violin: Christophe Guiot - Synthesizer & Loops Programming: Eric Chevalier エトランゼ 〜etranger - Bandoneon: 小松亮太 | 花を待ちながら 〜en espera de una flor - Guitars: Paco Cortes, Miguel Angel Cortes - Bass: Carles Benavent - Percussion: Tino di Geraldo - Bandoneon: 小松亮太 - Vocal: 岩村健二郎 愛を忘れないように 〜Pour ne pas oublier l'amour - Programming, Guitars & Keyboards: LILICUB - Flute: Michel Marin Espoir - Orchestrated & Conducted by 坂本龍一 - Violin: 篠崎史紀、岩崎裕子、池谷礼子、志賀恵子、三澤裕美子、中島ひろ子、片岡美紀、安田華子、塩野入清美、祝嶺美保 - Viola: 古川原裕仁、河野理恵子、眞中千晴、谷口真弓、鈴木聡子 - Cello: 菊地知也、冨田光恵、福田夏絵 - Contrabass: 前田芳彰、溝入敬三 - Harp: 篠原英子 - All Keyboards: 坂本龍一 アカンサスの庭 - Saxophones: Trouvere Quartet; - Soprano Sax: 須川展也 - Alto Sax: 彦坂眞一郎 - Tenor Sax: 新井靖志 - Baritone Sax: 田中靖人 |

## 発売履歴
| 発売日        | レーベル            | 規格       | 規格品番   | 備考                 |
| ------------- | ------------------- | ---------- | ---------- | -------------------- |
| 2000年6月21日 | EASTWORLD / 東芝EMI | CD         | TOCT-24362 |                      |
| 2016年3月30日 | UNIVERSAL MUSIC     | SHM-CD     | UPCY-7104  | 高音質リマスター盤   |
| 2016年3月30日 | UNIVERSAL MUSIC     | 音楽配信   |            |                      |
| 2020年12月2日 | UNIVERSAL MUSIC     | LPレコード | UPJY-9144  | 初アナログ化・限定盤 |